# Yamaceratops
Yamaceratops ist eine Gattung der Vogelbeckensaurier (Ornithischia) aus der Gruppe der Ceratopsia.

## Merkmale
Yamaceratops war ein kleiner Vertreter der Ceratopsia, bislang sind Teile des Schädels und vereinzelte Knochen des Körpers (einige Wirbel, Teile des Beckens und der Hinterbeine) bekannt. Wie bei allen Ceratopsia wurde die Schnauze aus dem Rostralknochen (am Oberkiefer) und dem Praedentale (am Unterkiefer) gebildet, der Rostralknochen war aber noch nicht kielförmig wie bei späteren Neoceratopsiern. Insbesondere im Bau der Wangenregion und der Unterkieferknochen lässt sich bei Yamaceratops eine Mittelstellung zwischen urtümlichen und weiter entwickelten Ceratopsiern erkennen. Der kleine Nackenschild war aus Scheitel- und Schuppenbein gebildet und diente nach Meinung der Erstbeschreiber nicht der Zurschaustellung. Die Zähne lassen wie bei allen Ceratopsiern auf eine pflanzliche Ernährung schließen. Wie die meisten basalen Neoceratopsia dürfte er sich vorwiegend biped (zweibeinig) fortbewegt haben.

## Entdeckung und Benennung
Die fossilen Überreste von Yamaceratops wurden in der Provinz Dorno-Gobi („Ostgobi“) in der Mongolei entdeckt und 2006 erstbeschrieben. Der Gattungsname leitet sich vom Todesgott Yama und dem griechischen keratops (=„Horngesicht“), einem häufigen Namensbestandteil bei Ceratopsiern, ab. Typusart und einzig beschriebene Art ist Y. dorngobiensis, das Artepitheton beschreibt die Fundprovinz.

## Systematik und Datierung
Yamaceratops wird innerhalb der Ceratopsia zu den urtümlichen Vertretern der Neoceratopsia gerechnet. Nach Einschätzung der Erstbeschreiber ist er höher entwickelt als Liaoceratops, aber urtümlicher als Archaeoceratops. Die Funde werden in die mittlere Oberkreide (Santonium) auf ein Alter von etwa 86 bis 84 Millionen Jahre datiert.